# Хлопавка (піротехніка)

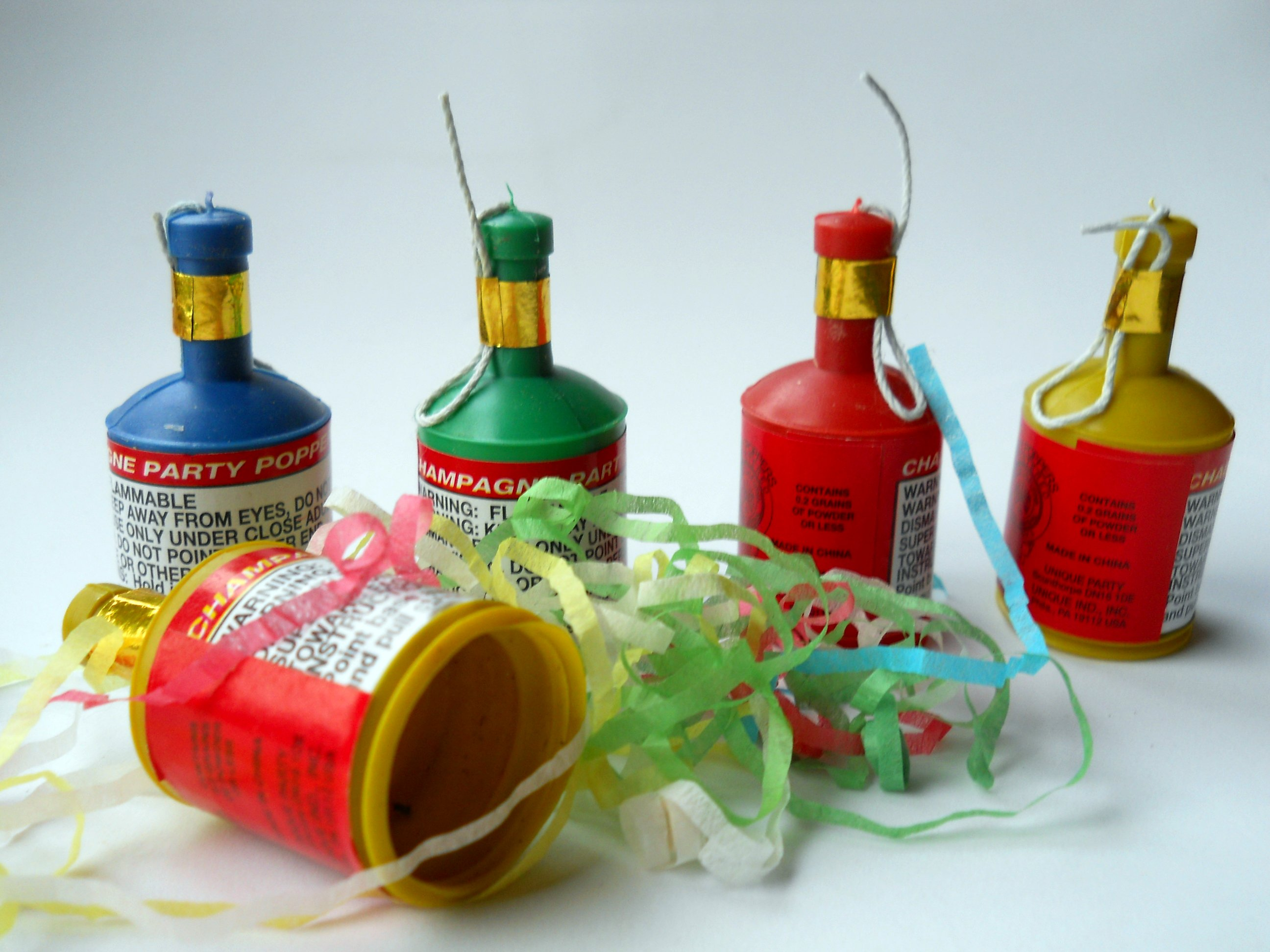
Набір хлопавок

Хло́павка  — піротехнічний або механічний виріб, що при активації видає гучний звук вибуху і розкидає конфеті або серпантин. Використовується для розваг.

## Будова і принцип роботи
Хлопавка складається з картонної або пластикової гільзи, заповненої конфеті або серпантином. Знизу розміщується спусковий механізм. При активації хлопавка із гучним звуком викидає суміш конфеті. В залежності від типу механізму, хлопавки поділяють на хімічні, пружинні та пневматичні.

## Хімічні хлопавки
У хімічних хлопавках знизу зазвичай розміщений піротехнічний заряд, який детонує від тертя й активується різким смиканням за петлю чи ниточку. Для заряду використовують високочутливі до ударів суміш Армстронга, гримучу ртуть або ж перхлорат калію.

## Пневмохлопавки
Пневмохлопавка складається із трубки з міцними картонними або пластиковими стінками, знизу якої знаходиться балон, заповнений стиснутим повітрям. Приводиться в дію різким повертанням нижньої частини (балона) і верхньої (трубки) в різні боки за вказівкою стрілок. Пневмохлопавка не є піротехнічним виробом.

## Пружинні хлопавки
У пружинних хлопавках внизу розташований пластиковий поршень зі стиснутою металевою пружиною під ним. Простір зверху поршня заповнений конфеті. Поршень утримуються запірним пристроєм. Щоб привести пружинну хлопавку в дію, потрібно, дотримуючись інструкції, повернути нижню і верхню частини в різні боки. Деякі пружинні хлопавки можна перезарядити вручну. Пружинна хлопавка також не є піротехнічним виробом.

## Використання
Хлопавки використовуються на карнавалах, святкуваннях Нового року, вечірках, весіллях, шоу, днях народження тощо.

## Безпека та регулювання
У Великій Британії хлопавки вважаються різновидом феєрверків і продаються особам, які досягли 16 років.